# Gottfried Wilhelm Leibniz Universität Hannover
Die Gottfried Wilhelm Leibniz Universität Hannover, kurz Leibniz-Universität Hannover oder LUH, ist mit rund 26.000 Studenten im Wintersemester 2024/25 eine Hochschule in Niedersachsen. Sie bietet 83 Studiengänge an. Die Universität Hannover ist Mitglied der TU9 German Universities of Technology.

## Geschichte

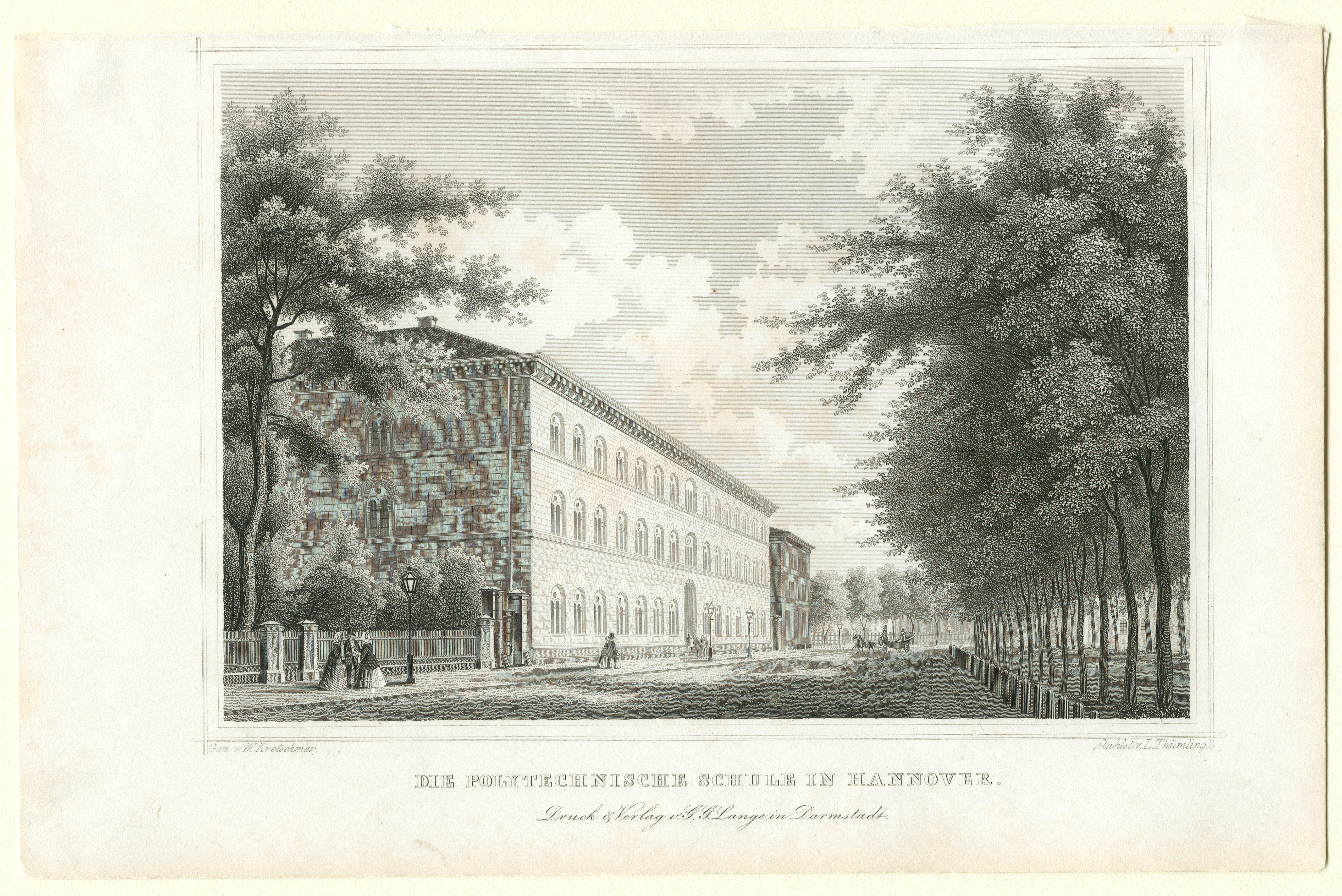
Um 1850: Die Polytechnische Schule an der Georgstraße, Blick in Richtung des heutigen Kröpcke;
Stich von Thümling nach Kretschmer

### Höhere Gewerbeschule

Welfenschloss (um 1915)

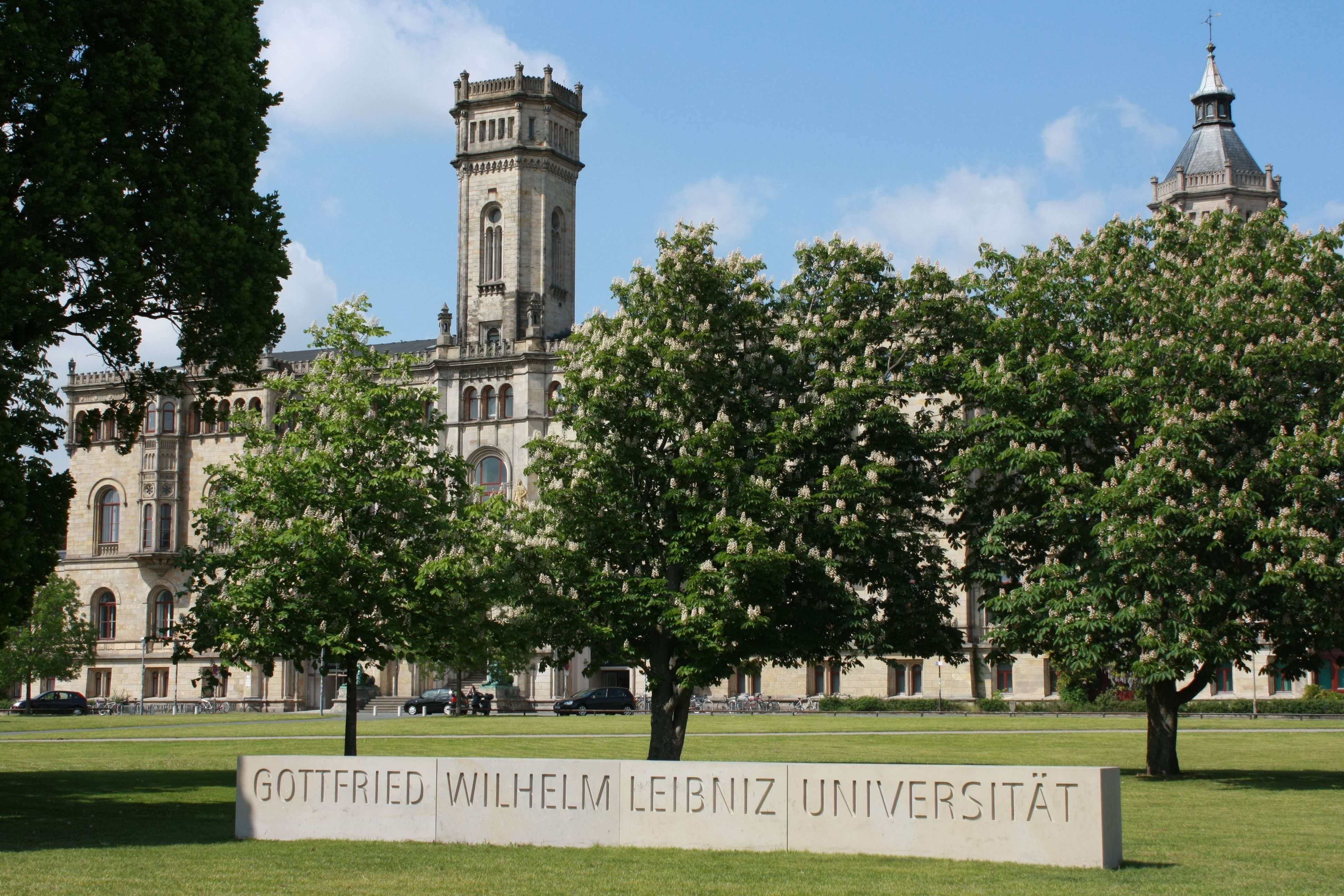
Welfenschloss 2010 mit gemauertem neuen Namen

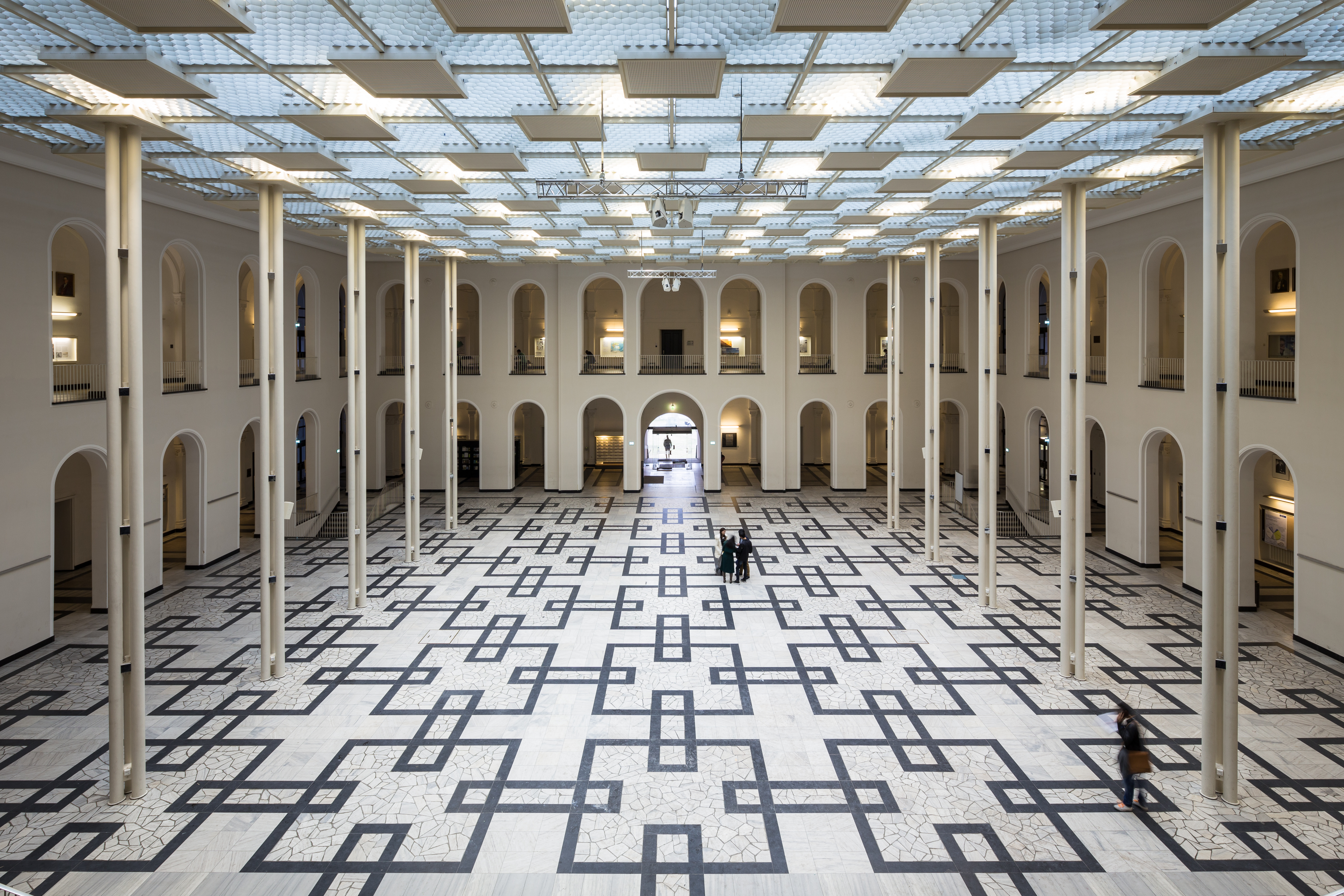
Lichthof im Hauptgebäude

Die Geschichte der Leibniz-Universität Hannover geht bis in das Jahr 1831 zurück, als unter der Leitung von Karl Karmarsch die Höhere Gewerbeschule im Haus des Bierbrauers, Branntweinherstellers und Essigfabrikanten Christian Wilhelm Bornemann eröffnet wurde. Die anfangs 64 Schüler konnten 14 Fächer, darunter Mathematik, Baukunst, Maschinenbau, Naturgeschichte, Physik, Chemie, Technologie (Fertigungstechnik), Zeichnen, Bossieren und Buchhaltung studieren. Außerdem wurde ein Vorbereitungskurs für Mathematik angeboten.
Sechs Jahre später zog die Schule in ein neu errichtetes Gebäude in der Georgstraße im Herzen Hannovers um, an den Standort des heutigen Kröpcke-Centers. Zu Beginn der 1840er Jahre erfuhr die Schule im Zusammenhang mit dem Beginn des Eisenbahnbaus ein Wachstum. 1844 waren 280 Schüler eingeschrieben.

### Polytechnische Schule
Im Jahr 1847 erhielt die Schule den Namen „Polytechnische Schule“. Bis 1853 hatte sich die Zahl der Lehrfächer nahezu verdreifacht. 1854/55 wurde dort eines der damals modernsten Chemielaboratorien Deutschlands eingerichtet.
Den vorläufigen Höhepunkt erreichte die Polytechnische Schule im Jahr 1875 mit 868 Schülern und Hospitanten. Im selben Jahr trat der Begründer und Direktor Karl Karmarsch nach 44-jähriger Amtszeit in den Ruhestand. Sein Nachfolger wurde der Bauingenieur Wilhelm Launhardt, der in den folgenden Jahren den Ausbau der Polytechnischen Schule zur Technischen Hochschule forcierte. Ebenfalls ab 1875 wurde als Zulassung das Reifezeugnis verlangt und der Studienplan reformiert. Ein wichtiges Ereignis in der Geschichte der Universität Hannover war der Einzug in das Welfenschloss im Jahr 1879, das nach der Annexion des Königreichs Hannover durch Preußen 1866 für die Zwecke einer Hochschule umgebaut worden war.

### Technische Hochschule
Am 1. April 1879 erhielt die Polytechnische Schule die amtliche Bezeichnung „Königliche Technische Hochschule“ und unterstand ab sofort dem preußischen Ministerium in Berlin. Infolge der Hochschulverfassung von 1880 entstanden fünf Abteilungen innerhalb der Hochschule:
1. Architektur
2. Bauingenieurwesen
3. Maschineningenieurwesen
4. Chemie und Elektrotechnik
5. Allgemeine Wissenschaften.

1896 erhielt die Hochschule im Zuge des technischen Fortschritts ein Maschineningenieur-Laboratorium, um Lehre und Forschung unter den Bedingungen der industriellen Praxis zu ermöglichen.
Aus Anlass des hundertjährigen Bestehens der Königlich Technischen Hochschule Charlottenburg verlieh 1899 Kaiser Wilhelm II. den preußischen Technischen Hochschulen das Recht, die akademischen Grade Doktoringenieur und Diplomingenieur zu verleihen. Damit waren die Technischen Hochschulen den Universitäten gleichgestellt. Am 14. April 1909 wurden die Technischen Hochschulen Preußens für die Immatrikulation für Frauen geöffnet.

### Vom Ersten Weltkrieg bis 1945
Nach dem Ende des Ersten Weltkriegs erreichte die Zahl der Studenten mit rund 3000 einen vorläufigen Höhepunkt. An der Aachener RWTH waren zur gleichen Zeit 1440 Studenten eingeschrieben; in Braunschweig 1180.
Im Zuge der bürgerkriegsartigen Zustände im Deutschen Reich wird im April 1919 auch aus Hannoverschen Studenten ein Zeitfreiwilligenbataillon aufgestellt, das 10 Kompanien mit insgesamt 1000 Mann umfasst. Etwa 600 Zeitfreiwillige stellen die verschiedenen Korporationen Hannovers. Im Juli 1919 ist das Zeitfreiwilligenbataillon in der Waterlookaserne, dann im Welfenschloss stationiert. Studentische Mitglieder der Technischen Nothilfe stellen sicher, dass trotz Streiks der Bahnverkehr nicht zusammenbricht. Am 14. März 1920 sammelt sich das Zeitfreiwilligenbataillon wegen des Kapp-Lüttwitz-Putsches in der Technischen Hochschule und wird von demonstrierenden Arbeitern belagert. Am 2. April wird das Bataillon aufgelöst. Ein Teil seiner Angehörigen beteiligt sich am Einsatz des Freikorps Maercker im Ruhrkampf. Anlässlich der Rückkehr am 26. April 1920 nach Hannover nimmt Paul von Hindenburg eine Parade der Freikorpsangehörigen ab.
Die wirtschaftliche Not, die viele Studenten in der Zeit nach dem Krieg plagte, führte 1921 zur Gründung der Studentenhilfe, die schon 1922 den Betrieb der Mensa übernahm. Im selben Jahr erfolgte die Aufhebung der bisherigen Abteilungen der Technischen Hochschule und die Neugliederung in drei Fakultäten:
1. für allgemeine Wissenschaften,
2. für Bauwesen (Architektur und Bau- und Ingenieurwesen),
3. für Maschinenwesen (und Elektrotechnik).

Die Hannoversche Studentenschaft ist in den 1920er Jahren national dominiert. Nach der Wahl Hindenburgs zum Reichspräsidenten verabschiedeten die Studenten ihn mit einem Fackelzug aus Hannover. Im Mai 1925 gründete sich ein studentischer Kampfausschuss gegen den jüdischen Professor Theodor Lessing, der sich mehrfach abfällig über Hindenburg geäußert hatte. Bei der Kammerwahl im Juli 1925 errang die „Völkische Einheitsliste“ 87 % der Stimmen an der TH. Bei der letzten freien Kammerwahl im November 1932 errang die Liste der Korporationen 81 %, der NSDStB 15 % und die Freistudentenschaft 3 %.
Kurz nach der Machtübernahme durch die Nationalsozialisten bildete sich im Zuge der „Aktion wider den undeutschen Geist“ ein dreiköpfiger „Kampfausschuss“, dem als Vertreter der Hochschule Curt Habicht angehörte. Die Hochschule war Sammelstelle für diejenigen Bücher, die am 10. Mai 1933 durch die Bücherverbrennung in Hannover an der Bismarcksäule vernichtet wurden, während mehrere Redner, darunter wieder Curt Habicht, ihre „aufrüttelnden“ Ansprachen hielten. Im Juli 1933 gehörte bereits die Hälfte der rund 1400 Studenten der TH dem NSDStB an, der daraufhin einen Aufnahmestopp verhängte.
Mit der Aufrüstung wuchs das Interesse an der Wehrforschung an der TH Hannover.
Bei den Luftangriffen auf Hannover während des Zweiten Weltkriegs wurden fünf der insgesamt 23 Einzelgebäude vollständig zerstört, aber auch die restlichen Gebäude waren mehr oder weniger stark beschädigt.

### Wiederaufbau nach 1945 und Expansion zur Technischen Universität

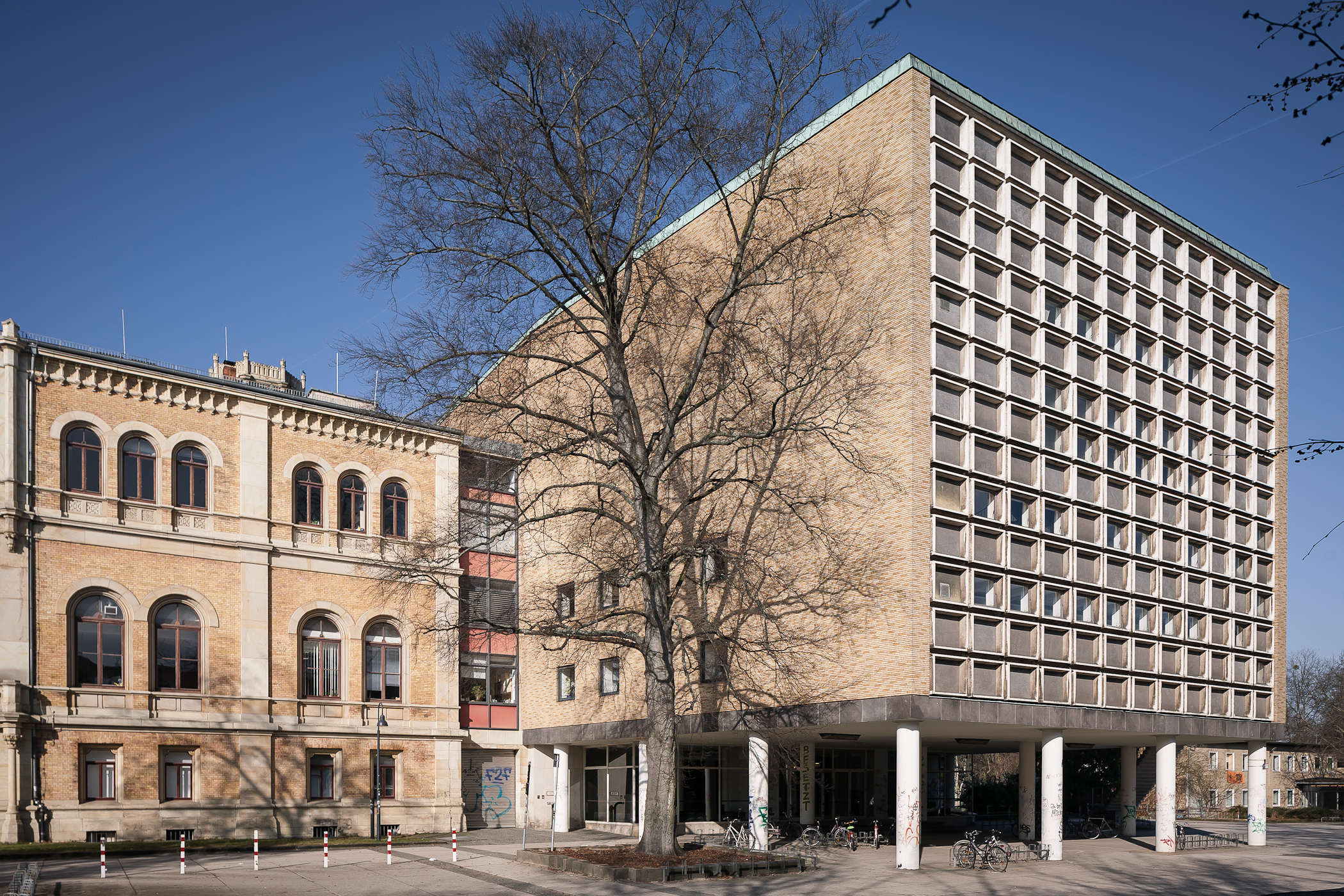
Neubau von 1958 für das Auditorium maximum und den großen Physikhörsaal, an der Ostseite des Welfenschlosses

Mit Hilfe des aktiven Einsatzes der Studentenschaft waren die Aufräum- und Aufbauarbeiten möglich, durch Spenden der Mitglieder eines 1921 gegründeten Fördervereins der Hochschule (Hannoversche Fördergemeinschaft) wurde der Wiederaufbau der Hörsäle finanziert. Ab 1947 kam als Gebäude die Villa Simon dazu, die zunächst vom Geographischen Institut genutzt wurde. 1951 erweiterte sich das Arbeitsgebiet der Hochschule um den Bereich Schiffbau, und nur ein Jahr später kam durch die Integration der Hochschule für Gartenbau und Landeskultur die vierte Fakultät dazu. In diesem Rahmen wurden ab den 1950er Jahren Demonstrations- und Versuchsgärten angelegt. 1955 riss man die im Krieg stark beschädigte Kapelle an der Ostseite des Welfenschlosses ab, um von 1956 bis 1958 an dieser Stelle einen Anbau zu errichten, in dem das Auditorium maximum und der große Physikhörsaal untergebracht sind.
Gegen Ende der 1960er Jahre begann sich der Bereich der Lehrerausbildung zum Schlüsselproblem sämtlicher hochschulpolitischer Ausbaupläne zu entwickeln. Nach der Rahmenvereinbarung zur Neuordnung des Unterrichts in der Oberstufe an Gymnasien von 1964 stiegen die bis dato bei 4000 bis 5000 liegenden Studentenzahlen enorm an und erreichten bereits 1978/79 die 18.000er-Marke.
1968 wurde die fünfte Fakultät für Geistes- und Staatswissenschaften (später Sozialwissenschaften) gegründet, und es trat die „Vorläufige Verfassung“ in Kraft, die, abgesehen von zeitlichen Anpassungen, bis zur Einführung des Niedersächsischen Hochschulgesetzes im Jahr 1978 galt. Gleichzeitig wurde die Technische Hochschule (TH Hannover) infolge dieses Strukturwandels in „Technische Universität“ (TU Hannover) umbenannt. 1973 entstand die Fakultät für Rechtswissenschaften und 1974 noch die Fakultät für Wirtschaftswissenschaften, so dass die Technische Universität nun insgesamt sieben Fakultäten umfasste.
Mit Inkrafttreten des Niedersächsischen Hochschulgesetzes am 1. Oktober 1978 wurde die „Technische Universität“ in „Universität“ umbenannt, nachdem die Abteilung Hannover der Pädagogischen Hochschule Niedersachsen (PHN), die ehemalige Pädagogische Hochschule Hannover, in die Technische Universität integriert worden war. Der erste Präsident der Universität wurde am 30. Mai 1979 gewählt. 1982 genehmigte das Ministerium für Wissenschaft und Kultur eine Grundordnung für die Universität, die die vorläufige Verfassung von 1968 ablöste und seit 1996 in einer novellierten Fassung gültig ist.

### „Hochschuloptimierungskonzept“ und neuer Name
Im Rahmen des Hochschuloptimierungskonzepts des Landes Niedersachsen aus dem Jahr 2003 ergaben sich tief greifende Umstrukturierungen für den Wissenschaftsstandort Niedersachsen. Neben Budgetkürzungen und Einsparauflagen für die Hochschule gab es unter anderem einschneidende Veränderungen für den Fachbereich Erziehungswissenschaften an der Universität Hannover: Die Grundschul-, Hauptschul- und Realschullehrerausbildung wurde an die Universität Hildesheim verlagert. Der Fachbereich Rechtswissenschaften blieb unter Aufgabe des sozialwissenschaftlichen Schwerpunkts für die juristische Ausbildung erhalten. Das Romanische Seminar wurde in seiner bisherigen Ausrichtung aufgegeben und 2012 mit einem Hispanistik-Studiengang neu eröffnet.
Im August 2005 trat die neue Grundordnung der Universität in Kraft. Aus den bis dahin 17 Fachbereichen wurden durch Zusammenlegungen neun Fakultäten geschaffen. Die Universität besteht nun aus den Fakultäten für Architektur und Landschaft, Bauingenieurwesen und Geodäsie, Elektrotechnik und Informatik, Maschinenbau, Mathematik und Physik, der juristischen, der naturwissenschaftlichen, der philosophischen und der wirtschaftswissenschaftlichen Fakultät.
Im Jahr 2006 wurde die Universität Hannover zu Ehren des hannoverschen Gelehrten Gottfried Wilhelm Leibniz in „Gottfried Wilhelm Leibniz Universität Hannover“ umbenannt.
Mit der Schreibung des Namens ohne Bindestriche setzte sich die Universität bewusst über geltende Rechtschreiberegeln hinweg; der orthographisch korrekte Name müsste „Gottfried-Wilhelm-Leibniz-Universität Hannover“, beziehungsweise „Leibniz-Universität Hannover“ lauten. Zitat des ehemaligen Präsidenten der Universität Erich Barke:

„Das Präsidium der Leibniz Universität Hannover hat sich bewusst gegen Bindestriche zwischen den einzelnen Begriffen entschieden. Wir möchten die Gottfried Wilhelm Leibniz Universität Hannover, kurz Leibniz Universität Hannover, als Marke etablieren. Der Verzicht auf Bindestriche erleichtert auch den Einsatz der Marke im internationalen Bereich. Dabei nehmen wir den Verstoß gegen die Rechtschreibregeln in Kauf.“

Zum 1. Januar 2009 wurde die Niedersächsische Technische Hochschule (NTH) eingerichtet – ein Kooperationsverbund der Leibniz Universität Hannover, der Technischen Universität Braunschweig und der Technischen Universität Clausthal, um die vorhandenen Kräfte zu bündeln und so die Effizienz in Forschung und Lehre zu verstärken. Am 14. Oktober 2014 gab das Niedersächsische Ministerium für Wissenschaft und Kultur nach einer Evaluation der Wissenschaftlichen Kommission Niedersachsen bekannt, die NTH zum 1. Januar 2015 auflösen zu wollen. Am 18. Dezember 2014 beschloss der niedersächsische Landtag, das NTH-Gesetz ab dem 1. Januar 2015 ruhen zu lassen.

### Trägerschaft Stiftungsmodell
Im Januar 2024 ging die Leibniz Universität Hannover aus der Trägerschaft des Landes Niedersachsen in die Trägerschaft einer Stiftung des öffentlichen Rechts über. Die Stiftung übernimmt die Funktion als Arbeitgeber vom Land Niedersachsen und bekommt somit die Dienstherreneigenschaft. Außerdem wurde die Stiftung Eigentümerin der Grundstücke und Liegenschaften der Leibniz Universität Hannover. Hinter der Finanzierung steht weiterhin das Land Niedersachsen, da dieses zur Unterhaltung seiner Hochschulen schon verfassungsrechtlich verpflichtet ist.

## Größe

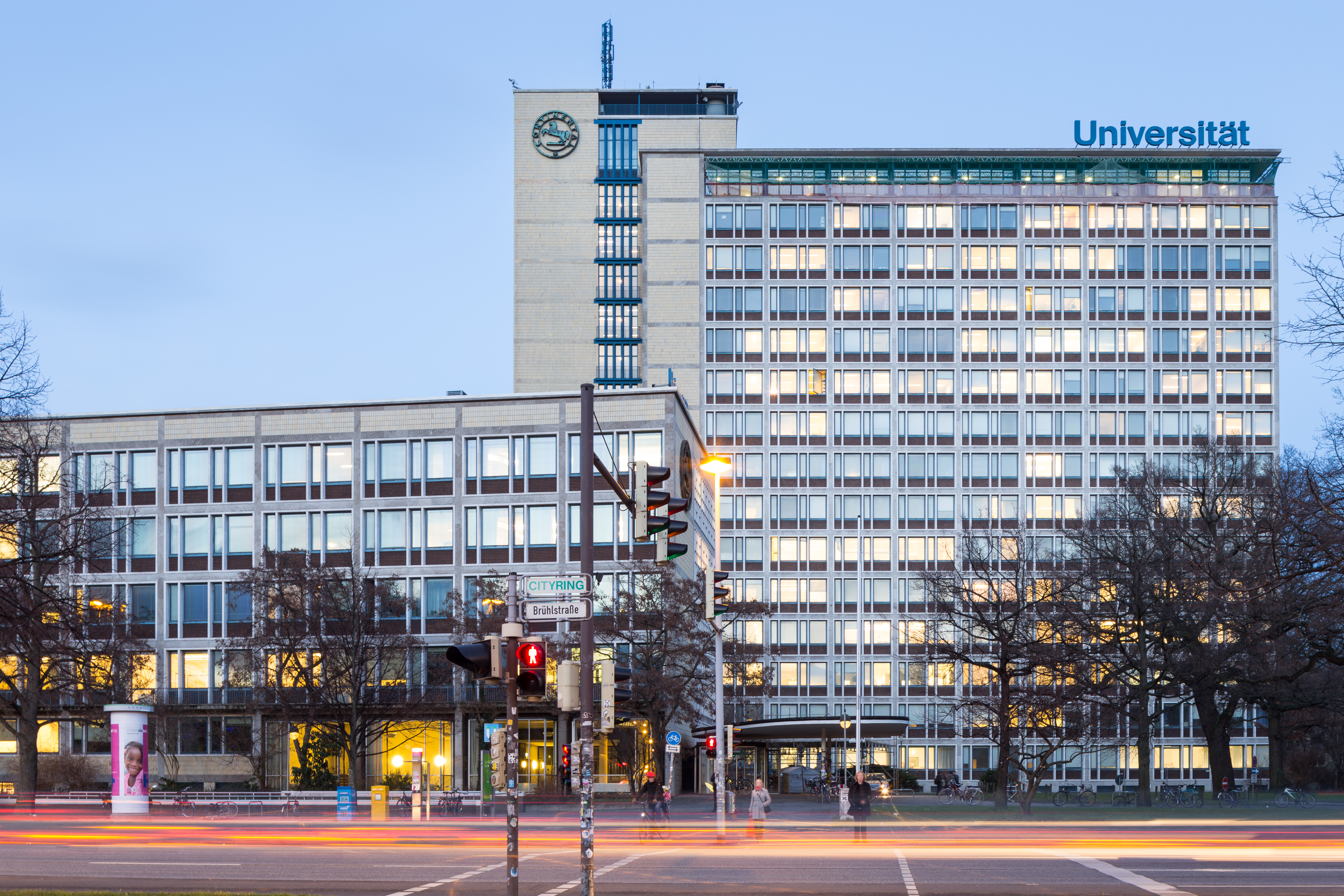
Conti-Hochhaus, die ehemalige Konzernzentrale der Continental AG

Im Wintersemester 1987/88 waren an der Universität Hannover 26.503 Studenten eingeschrieben, von denen 34,2 Prozent weiblich waren. Im Wintersemester 1990/91 stieg die Zahl der Immatrikulierten erstmals über die 30.000er-Grenze. Der Frauenanteil lag in diesem Jahr bei 37,4 %, ein Jahr darauf bei 38,8 %. Im Jahr 1995 bezogen die Fachbereiche Wirtschaftswissenschaften, Rechtswissenschaften und Sprachwissenschaften einen neuen Standort am Königsworther Platz: das Conti-Hochhaus, die ehemalige Hauptverwaltung der Continental AG. Auf dem „Conti-Campus“ mit einer Nutzfläche von rund 20.000 m² konnten, neben den einzelnen Fachbereichen, auch eine große Bibliothek sowie eine Mensa und mehrere von Studenten geführte Cafés untergebracht werden.
Gemessen an der Studentenzahl war die heutige Leibniz Universität Hannover mit 24.000 Studierenden seit 1990 die größte niedersächsische Hochschule; bis sie 2006 hinter die Universität Göttingen zurückfiel. Rund 4400 Beschäftigte, davon etwa 2700 Wissenschaftler, arbeiten an der Universität in Hannover. Das Angebot der neun Fakultäten mit mehr als 150 Instituten und über 50 Studienfächern umfasst eine Vielzahl wissenschaftlicher Disziplinen, von den Natur- und Ingenieurwissenschaften über die Sprach- und Kulturwissenschaften sowie Rechts-, Wirtschafts- und Sozialwissenschaften bis hin zu Gartenbauwissenschaften, Landschaftsarchitektur und Umweltplanung.

## Standorte und Einrichtungen

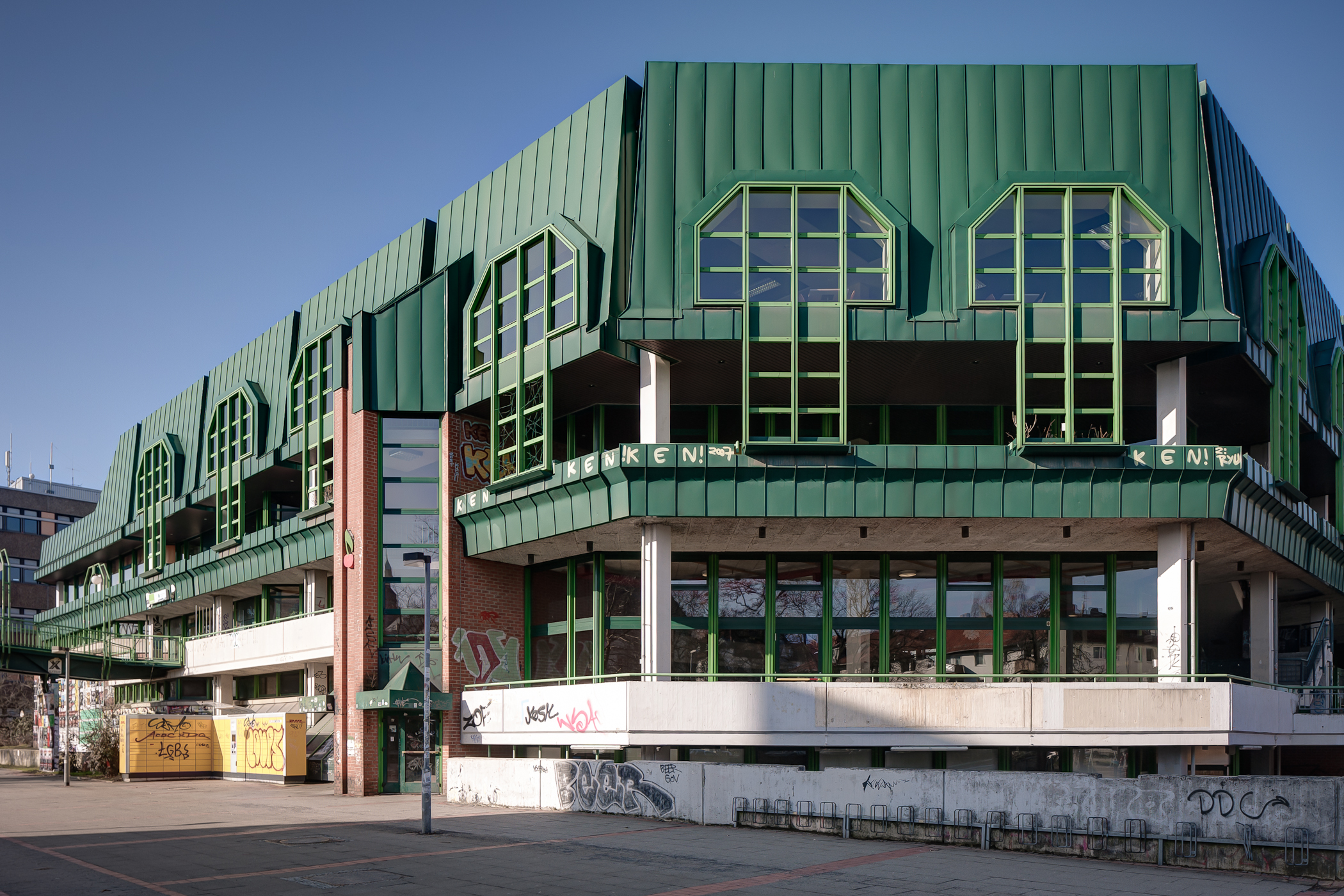
Hauptmensa am Schneiderberg

Neben den Gebäuden am Welfengarten mit der dort angesiedelten Technischen Informationsbibliothek und am Königsworther Platz unterhält die Universität weitere Standorte in und um Hannover: am Schneiderberg, in Herrenhausen und in Garbsen.
Die Hauptmensa der Universität befindet sich am Schneiderberg. Schon 1966 war geplant, an diesem Ort eine Mensa zu errichten, jedoch verzögerten Probleme mit der Ausschreibung und der Finanzierung das Vorhaben deutlich. Nachdem 1979 aber der Dortmunder Architekt Klaus Kafka, der 1976 als Ordinarius auf den Lehrstuhl für Entwerfen und Gebäudelehre der TU Hannover berufen worden war, als Sieger des Architektenwettbewerbs feststand, konnte man bereits 1981 die ersten Essen ausgeben. Zuvor diente ein Gebäude nahe dem Welfenschloss als Mensa; hier ist seit 1982 die Fachbereichsbibliothek Sozialwissenschaften und der AStA untergebracht. Die Küche des Neubaus wurde so groß ausgelegt, um alle weiteren Mensen der hannoverschen Hochschulen beliefern zu können. Im Innern des Gebäudes gelangt man von der Eingangshalle über drei Treppen auf eine Galerie, die zu der Essensausgabe und dem großen Speisesaal führt. Der Saal bietet 1440 Plätze und sollte außerhalb der Essenszeiten ursprünglich für Veranstaltungen genutzt werden. Dazu sahen die Architekten vor, den Raum mit Vorhängen in kleinere Abschnitte zu unterteilen. Da die Vorhänge jedoch gegen baurechtliche Bestimmungen verstießen, wurde die Idee des Veranstaltungsortes nicht umgesetzt. Unterhalb der Mensa befindet sich eine Tiefgarage mit 500 Parkplätzen.

## Fakultäten

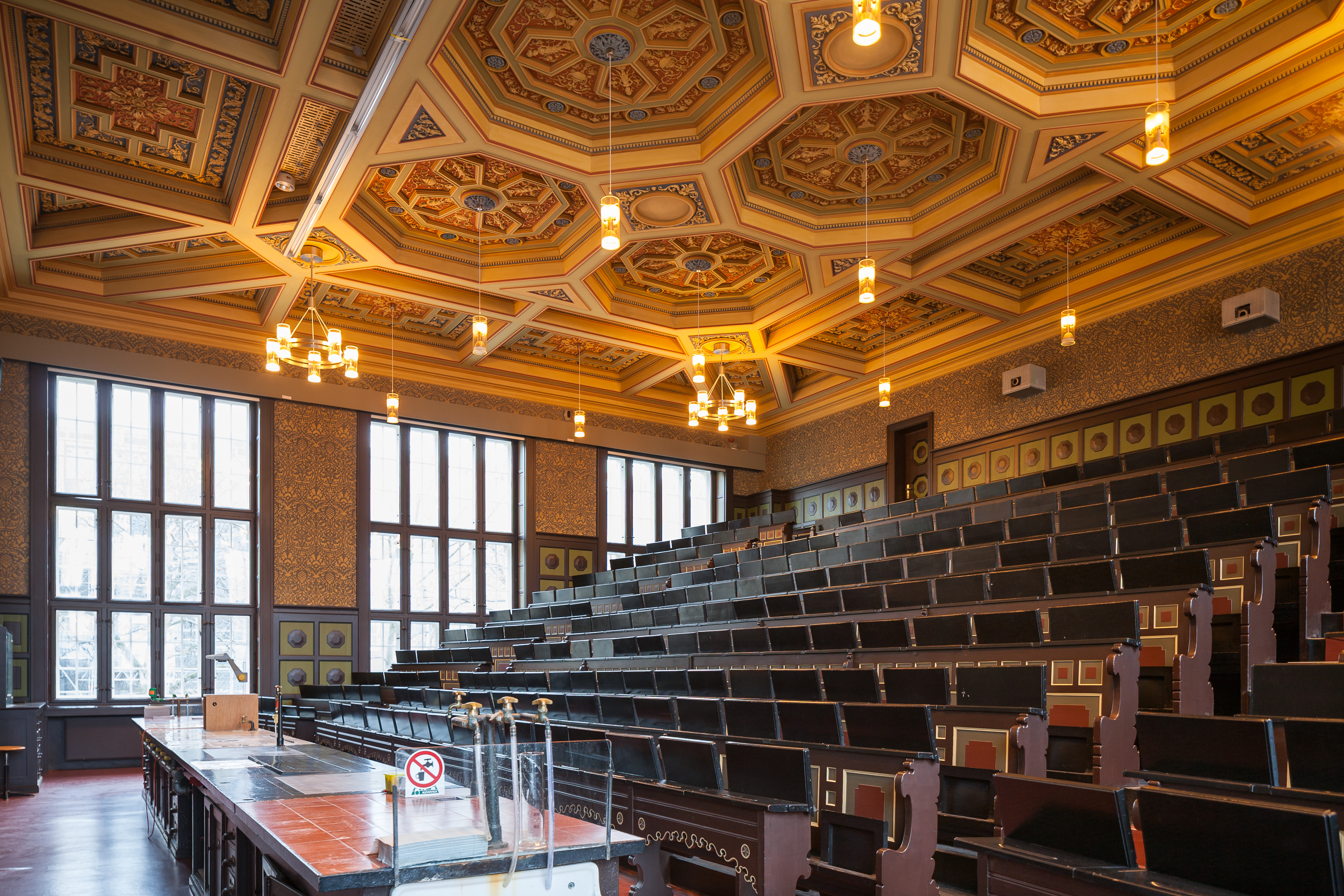
Der restaurierte Kali-Chemie-Hörsaal im Institut für Anorganische Chemie, das zu der Naturwissenschaftlichen Fakultät gehört

Die Gottfried Wilhelm Leibniz Universität Hannover gliedert sich momentan in neun Fakultäten mit mehr als 180 Studien- und Teilstudiengängen:
- Fakultät für Architektur und Landschaft
- Fakultät für Bauingenieurwesen und Geodäsie
- Fakultät für Elektrotechnik und Informatik
- Juristische Fakultät
- Fakultät für Maschinenbau
- Fakultät für Mathematik und Physik
- Naturwissenschaftliche Fakultät
- Philosophische Fakultät
- Wirtschaftswissenschaftliche Fakultät

## Namensgebung

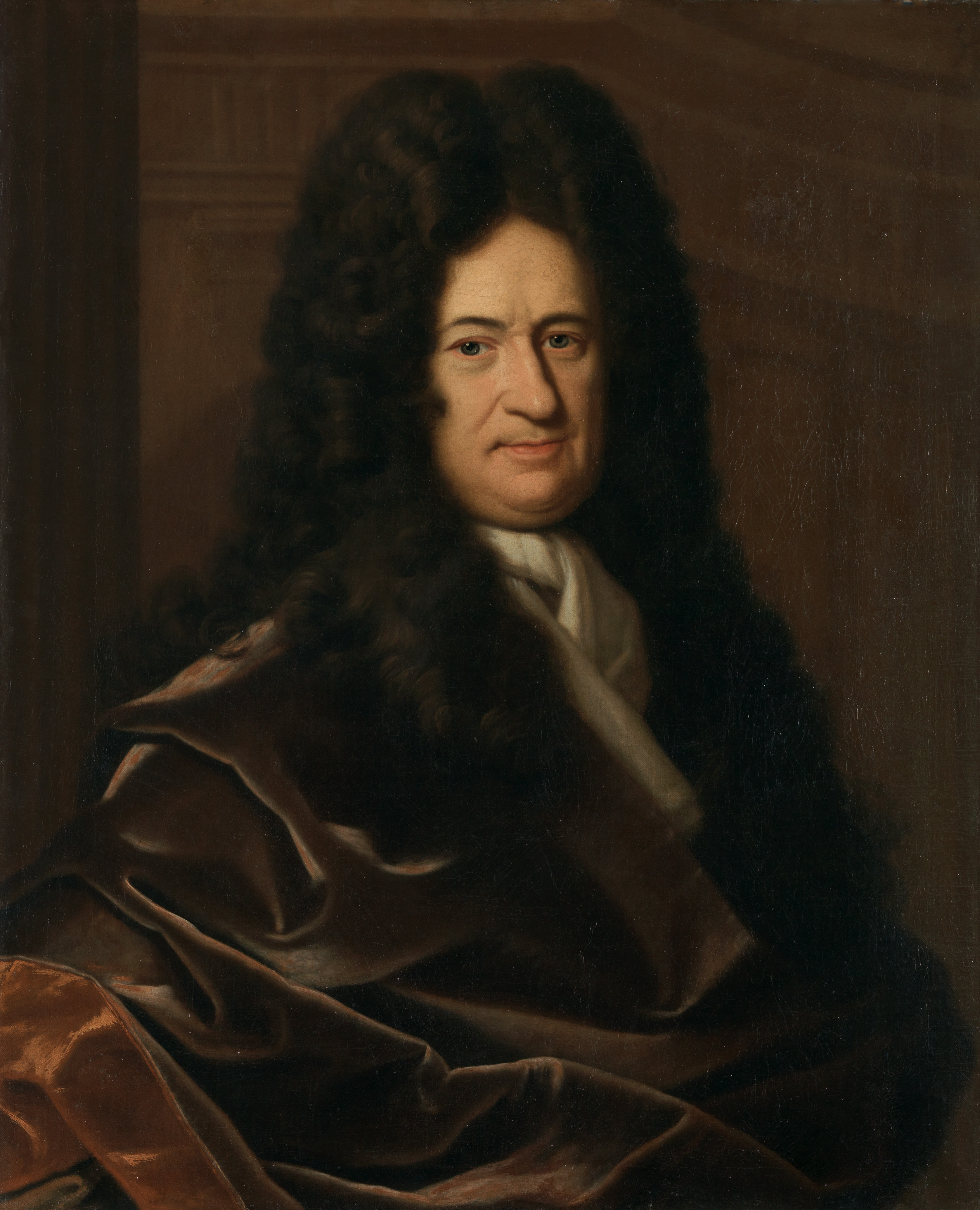
Seit dem 1. Juli 2006 ist die Universität nach Gottfried Wilhelm Leibniz benannt.
(Porträt von Christoph Bernhard Francke, um 1700; Herzog Anton Ulrich-Museum, Braunschweig)

Das Logo von 2006 bis 2008

Der Fachschaftsrat Sozialwissenschaft der Universität beantragte im November 2005 im Studentischen Rat (StuRa) die Umbenennung der Gottfried Wilhelm Leibniz Universität Hannover (auch TH/TU Hannover genannt) in „Theodor-Lessing-Universität“ nach dem Philosophen und politischen Publizisten Theodor Lessing. Bei einer Urabstimmung im Januar 2006 sprachen sich jedoch 63,4 Prozent der Studenten dagegen aus. Stattdessen votierte der Senat der Universität im April 2006 für „Leibniz Universität“. Eine am 30. Juni 2006 mit der Leibniz-Akademie in Hannover getroffene Vereinbarung über die Nutzung des Namens beseitigte juristische Hemmnisse. Damit konnte die Universität in „Gottfried Wilhelm Leibniz Universität Hannover“ umbenannt werden. Als Stichtag wurde mit dem 1. Juli 2006 der 360. Geburtstag von Leibniz gewählt. Die Marke der Hochschule ist „Leibniz Universität Hannover“.
Das Logo der Universität bis zur Umbenennung entstand in Anlehnung an das Massachusetts Institute of Technology. Das aktuelle Logo verwendet einen Ausschnitt aus einem Brief an Herzog Rudolf August von Wolfenbüttel, in dem Leibniz erstmals die binären Zahlen vorstellt.

## Technische Informationsbibliothek (TIB)

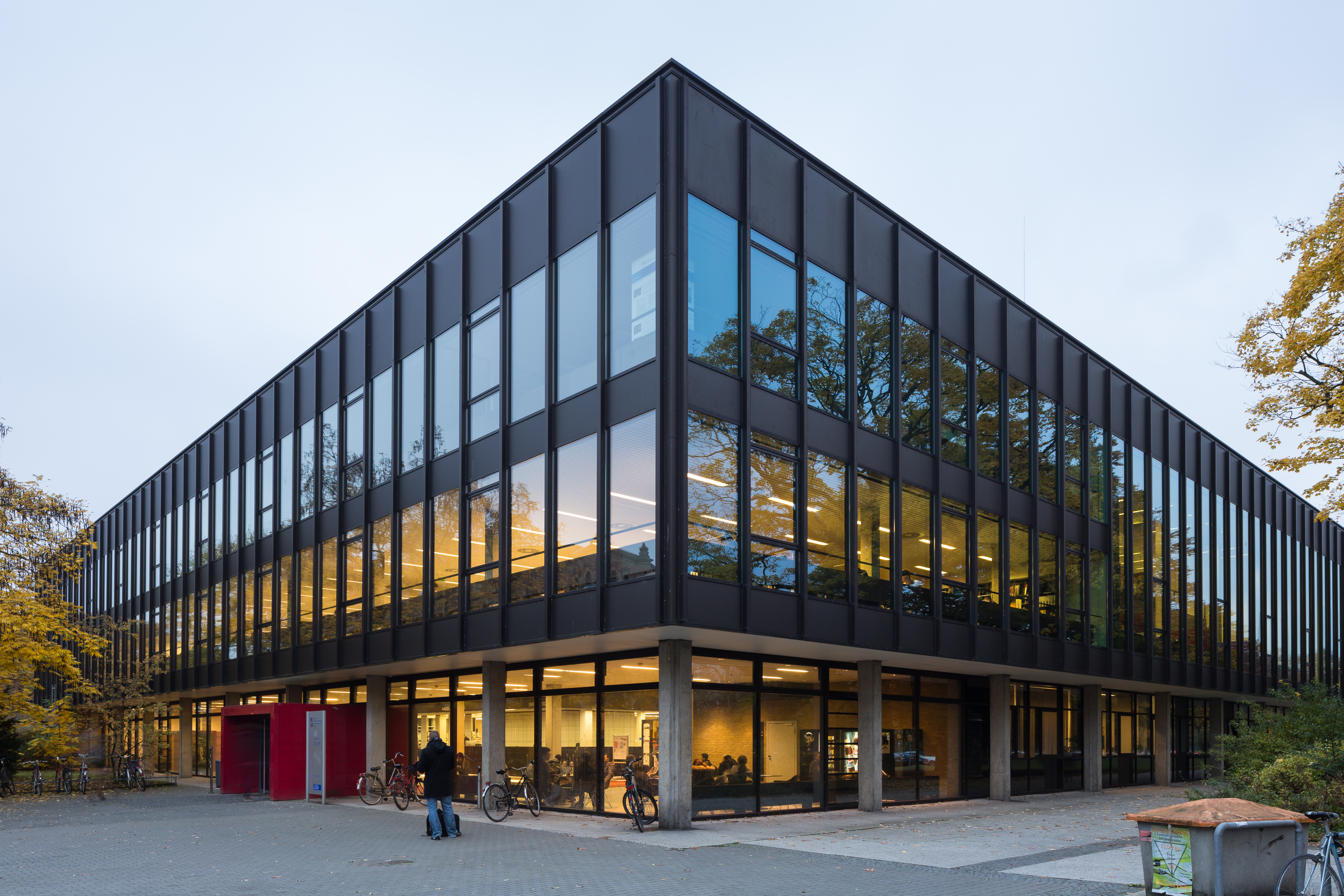
Lesesaal-Gebäude der TIB am Welfengarten

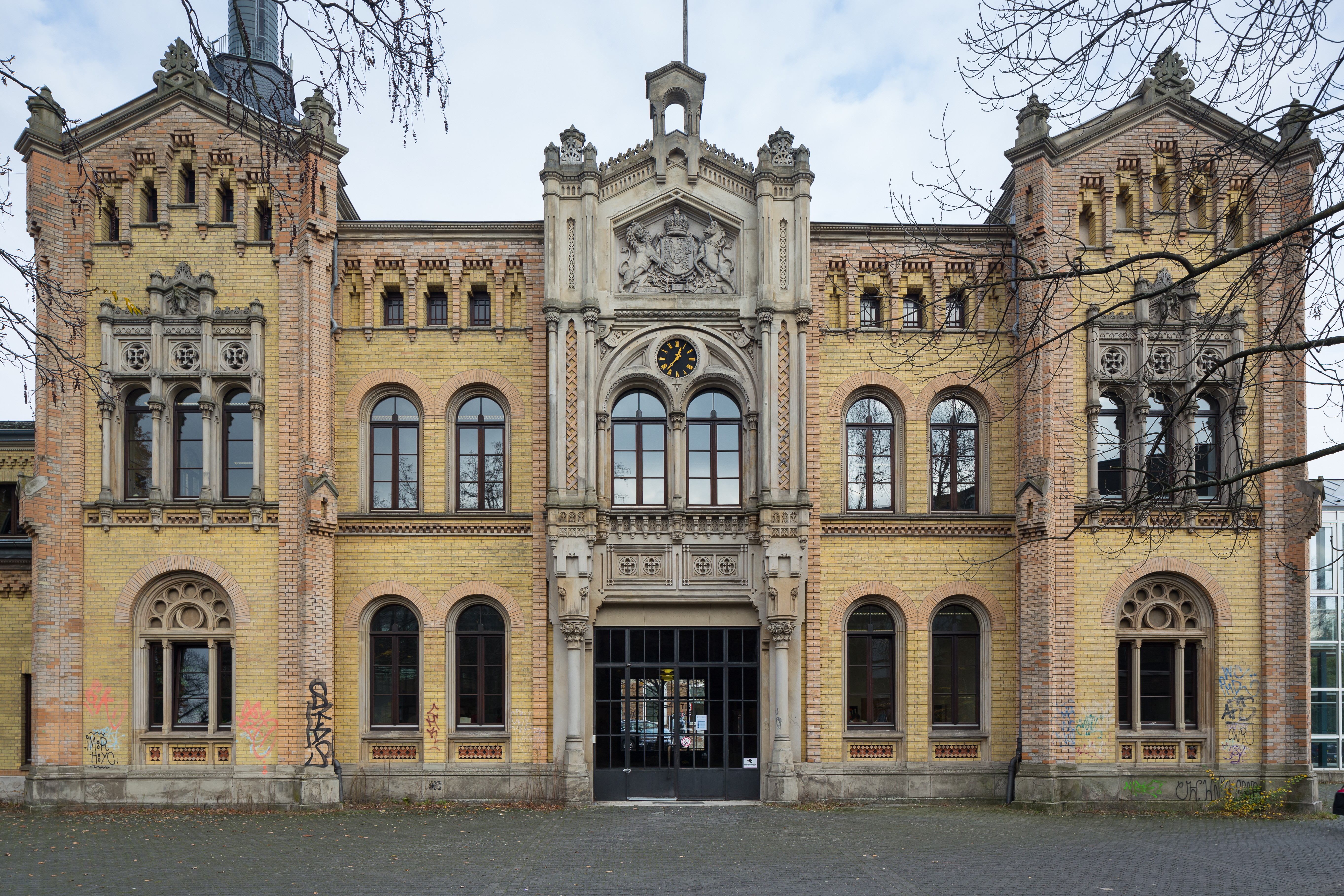
Das Marstallgebäude, von dessen ursprünglicher Größe nur noch ein Viertel erhalten geblieben ist

1831 wurde die Universitätsbibliothek gegründet. Die Auslagerung der Bücher während des Zweiten Weltkrieges sicherte wertvolle Altbestände und bildet nicht nur national einen einzigartigen Bestand an Technischer und naturwissenschaftlicher Literatur. Dies war die Grundlage, auf der 1959 in Anlehnung an die Bibliothek der Technischen Hochschule die Technische Informationsbibliothek gegründet wurde. Nach mehreren Namenswechseln heißt die Bibliothek seit 2016 „Technische Informationsbibliothek (TIB)“ und trägt die Zusatzbezeichnung Leibniz-Informationszentrum Technik und Naturwissenschaften und Universitätsbibliothek.
Die TIB ist die Zentrale Fachbibliothek Deutschlands für Technik, Architektur, Chemie, Informatik, Mathematik und Physik. Sie ist die weltweit größte Fachbibliothek für Technik und Naturwissenschaften.
Auffälligster Bau der TIB ist der 1965 eingeweihte Kubus. In ihm sind Leihstelle und mehrere Lesesäle untergebracht. Die Magazine befinden sich in den beiden Kellergeschossen. Der Kubus besitzt ein Stahlbetonskelett, dessen Fassade mit dunkel eloxiertem Aluminium verkleidet ist. Der Bau hat mit dem Stuttgarter Landtagsgebäude einen direkten architektonischen Vorläufer. Die an den Seiten befindlichen, großen Glasflächen machten es nötig, die nach Osten, Süden und Westen gelegenen Lesesäle voll zu klimatisieren. Da sich der Bibliotheksbau dem Welfenschloss unterzuordnen hatte und gleichzeitig seiner Insellage im Grünen gerecht werden sollte, wurde auf ein hohes, oberirdisches Büchermagazin verzichtet. Die isolierte Lage brachte aber Nachteile mit sich: Da ein Erweiterungsbau nicht möglich ist, mussten bereits 1980 die Buchbinderei und die Vervielfältigungsstelle ausgelagert werden.
Gegenüber dem Haupteingang der Bibliothek liegt das historische Marstallgebäude. Es wurde zwischen 1861 und 1867 als Stallgebäude für etwa hundert Reit- und Kutschpferde errichtet. Um architektonisch mit dem Welfenschloss zu harmonieren, führte man die Fassade sehr feingliedrig aus; sie weist zahlreiche dekorative Elemente auf. Nachdem das Marstallgebäude 1912 der Hochschule zugewiesen wurde, erfolgte bereits 1913 der Abriss des nördlichen Gebäudeteils, an dessen Stelle man das „Maschinen-Ingenieur-Laboratium“ samt Heizkraftwerk bauen ließ. Nach dem Ersten Weltkrieg wurde der Ostflügel zur Mensa umgewandelt, die hier bis 1953 untergebracht war. 1960 wurde der östliche Flügel abgerissen, um Platz für den Bibliotheksneubau zu schaffen. Dieses Schicksal war eigentlich auch dem restlichen Gebäudeteil beschieden – nur mehr ein Viertel des ursprünglichen Baus. Nur weil Teile der Maschinenbauinstitute und der Hochschulfrisör sich nicht anderswo unterbringen ließen, verzichtete man auf einen kompletten Abriss. Das Marstallgebäude verfiel zusehends, ehe es Ende der 1970er Jahre unter Denkmalschutz gestellt wurde. In den 1980er Jahren wurde das noch erhaltene Gebäude umgebaut, restauriert und um ein verglastes Treppenhaus erweitert. 1986 zogen der Lesesaal Patente und Normen, die Direktion und die Verwaltung der TIB in das Gebäude.

## Panorama
|  |

## Persönlichkeiten

### Professoren
- Peter Antes (* 1942), deutscher Religionswissenschaftler
- Erich Barke (* 1946), deutscher Hochschullehrer
- Friedrich Bergius (1884–1949), deutscher Chemiker, Nobelpreis für Chemie (1931)
- Michael H. Breitner (* 1963), deutscher Wirtschaftsinformatiker
- Peter Brückner (1922–1982), deutscher Sozialpsychologe und Psychoanalytiker
- Heinrich Buchenauer (* 1940), deutscher Agrarwissenschaftler, emeritiert
- Horst Callies (* 1934), deutscher Althistoriker
- Rolf-Peter Calliess (1935–2018), deutscher Rechtswissenschaftler, emeritiert
- Constantin Carathéodory (1873–1950), griechischer Mathematiker, Professor
- Detlev Claussen (* 1948), deutscher Publizist und Soziologe
- Lothar Collatz (1910–1990), deutscher Mathematiker
- Karsten Danzmann (* 1955), deutscher Physiker
- Gisela Dischner (* 1939), deutsche Literaturwissenschaftlerin und Schriftstellerin, emeritiert
- Marian Döhler (* 1957), deutscher Politikwissenschaftler
- Horst Dreier (* 1954), deutscher Jurist
- Gerhard Ertl (* 1936), deutscher Physiker und Chemiker, Nobelpreis für Chemie (2007)
- Wolfgang Ertmer (* 1949), deutscher Experimentalphysiker
- Hans-Ulrich Everts (1937–2017), deutscher Theoretischer Physiker
- Heinrich Frohne (1928–2021), deutscher Elektrotechniker, ab 1968 ordentlicher Professor für Grundlagen der Elektrotechnik und elektrische Messtechnik
- Reinhard Gaier (* 1954), deutscher Richter
- Georg Wilhelm Glünder (1799–1848), deutscher Offizier, Mathematikprofessor und neben Karl Karmarsch zweiter Direktor der Polytechnischen Schule in Hannover[26]
- Klaus Groth (* 1923), Ingenieur und ab 1967 ordentlicher Professor und Direktor am Institut für Kolbenmaschinen[27]
- Helmuth Hausen, (1895–1987), Professor für Thermodynamik und Verfahrenstechnik
- Lutz Hieber (* 1944), deutscher Soziologe
- Michael B. Hinner (* um 1957), deutsch-US-amerikanischer Sprachsoziologe, leitete zwischen 1995 und 1997 die „Zentralstelle für Fremdsprachen“ der Universität
- Karl Hofmann (1856–1933), Architekt, Stadtbaurat in Worms, Professor
- J. Hans D. Jensen (1907–1973), deutscher Physiker, Nobelpreis für Physik (1963)
- Karl Karmarsch (1803–1879), deutscher Technologe
- Jörg-Detlef Kühne (* 1943), deutscher Rechtswissenschaftler, von 1988 bis 2008 Professor
- Elisabeth Lenk (1937–2022), deutsche Literaturwissenschaftlerin und Soziologin, emeritiert
- Theodor Lessing (1872–1933), deutsch-jüdischer Philosoph
- Margarita Mathiopoulos (* 1956), deutsche Unternehmerin
- Wolfgang Mathis (* 1950), deutscher Elektrotechniker, Leiter des Institutes für theoretische Elektrotechnik
- Hans Mayer (1907–2001), deutscher Literaturwissenschaftler, Kritiker, Schriftsteller und Musikwissenschaftler
- Cord Meckseper (* 1934), Professor für Bau- und Kunstgeschichte
- Günther Mensching (* 1942), Philosoph und Professor für Philosophie
- Klaus Meschkat (* 1935), Soziologe
- Eckart Meyer (1907–1990), Phytopathologie, ordentlicher Professor für Pflanzenkrankheiten und Direktor an der Fakultät für Gartenbau und Landeskultur[28]
- Konrad Meyer (1901–1973), Agrarwissenschaftler, Professor für Landesplanung und Raumordnung
- Hans-Jürgen Mikeska (* 1937), deutscher Theoretischer Physiker
- Rudolf Wolfgang Müller (1934–2017), Politikwissenschaftler
- Oskar Negt (1934–2024), Sozialphilosoph
- Peter von Oertzen (1924–2008), Politikwissenschaftler und Politiker (SPD)
- Joachim Perels (* 1942), deutscher Politikwissenschaftler
- Eduard Pestel (1914–1988), deutscher Wissenschaftler und Politiker
- Jürgen Peters (1940–2013), deutscher Literaturwissenschaftler
- Christian Pfeiffer (* 1944), deutscher Kriminologe
- Karl Popp (1942–2005), deutscher Ingenieur, Leiter des Instituts für Mechanik B (Dynamik und Schwingungen)
- Gerhard Richter (1929–2015), deutscher Biologe, ordentlicher Professor für Botanik
- Christian Riechers (1936–1993), deutscher Politikwissenschaftler
- Carl Runge (1856–1927), deutscher Mathematiker
- Gert Schäfer (1941–2012), deutscher Politikwissenschaftler
- Klaus Schäfer (* 1930), deutscher Agrarwissenschaftler
- Hans-Peter Schneider (1937–2021), deutscher Richter
- Bruno Schulz (1865–1932), Architekt
- Manfred Schweres, Leiter des ehem. Institutes für Arbeitswissenschaft und Didaktik des Maschinenbaus (IADM)
- Hinrich Seidel (1931–2020), deutscher Chemiker
- Jürgen Seifert (1928–2005), deutscher Politikwissenschaftler
- Fritz Sennheiser (1912–2010), Elektroingenieur, Gründer des Unternehmens Sennheiser electronic, lehrte von 1943 bis 1983 an der Universität
- Jörg Sennheiser (* 1944), deutscher Elektrotechniker, Aufsichtsratsvorsitzender der Sennheiser electronic GmbH & Co. KG
- Erwin Stein (1931–2018), deutscher Hochschullehrer für Mechanik
- Manfred Thoma (1929–2014), Professor für Regelungstechnik
- Wolfgang Torge (* 1931), deutscher Geodät, ehem. IUGG-Präsident, Promotor des europäischen Zentimeter-Geoids
- Klaus Töpfer (1938–2024), deutscher Politiker (CDU)
- Horst Weber (* 1933), Anglist
- Herbert Welling (* 1929), deutscher Experimentalphysiker
- Peter Wriggers (* 1951), deutscher Hochschullehrer für Mechanik
- Claus P. W. Zebitz (* 1950), deutscher Phytomediziner
- Rolf Werning (* 1959), deutscher Sonderpädagoge
- Dietmar Hübner (* 1968), deutscher Philosoph, Autor und Komponist

Zu weiteren ehemaligen und aktuellen Hochschullehrern der Universität siehe: Kategorie:Hochschullehrer (Gottfried Wilhelm Leibniz Universität Hannover)

### Studenten
- Doris Achelwilm (* 1976), deutsche Politikerin (Die Linke)
- Maurizio Bach (* 1953), deutscher Soziologe und Hochschullehrer
- Georg F. Backhaus (* 1955), deutscher Phytopathologe und Präsident des JKI
- Gabi Bauer (* 1962), deutsche Fernsehmoderatorin und Journalistin
- Stefan Birkner (* 1973), deutscher Politiker (FDP)
- Christian Bruch (* 1970), deutscher Manager
- Alfred Bucherer (1863–1927), deutscher Physiker
- Edelgard Bulmahn (* 1951), deutsche Politikerin (SPD)
- Werner Bunnenberg (1900–1960), Ingenieur und Hochschullehrer
- Wilhelm Busch (1832–1908), deutscher Dichter und Zeichner
- Lars Conrad (* 1976), deutscher Olympiazweiter im Schwimmsport
- Gerhard Drees (1925–2015), deutscher Bauingenieur, Hochschullehrer und Unternehmer
- Volker Finke (* 1948), deutscher Fußballtrainer
- Henrich Focke (1890–1979), deutscher Flugzeugkonstrukteur und Hubschrauberpionier
- Erich Gutenberg (1897–1984), deutscher Wirtschaftswissenschaftler
- Michael Hartmann (* 1952), deutscher Soziologe und Eliteforscher
- Thorsten Heins (* 1957), deutscher Manager
- Johann Mathias von Holst (1839–1905), baltisch-deutscher Architekt
- Wolfgang Jüttner (* 1948), deutscher Politiker (SPD)
- Walter Maria Kersting (1892–1970), erster deutscher Designprofessor
- Manuel Kiper (1949–2022), deutscher Biologe und Politiker
- Lars Klingbeil (* 1978), deutscher Politiker (SPD)
- Ilse Knott-ter Meer (1899–1996), erste deutsche Diplom-Ingenieurin
- Sabine Kunst (* 1954), deutsche Politikerin (parteilos), Ministerin für Wissenschaft, Forschung und Kultur in Brandenburg
- Conrad Fredrik von der Lippe (1833–1901), norwegischer Architekt des Historismus
- Joachim Luther (* 1941), deutscher Physiker und Wissenschaftler
- Arthur Martens (1897–1937), Segelflugpionier und Ingenieur
- Liqiu Meng (* 1963), eine deutsche Kartografin und Geodätin
- David McAllister (* 1971), deutscher Politiker (CDU)
- Marius Mensing (* 1978), deutscher Architekt
- Bernard Meyer (* 1948), deutscher Schiffsbauer, Geschäftsführender Gesellschafter der MEYER WERFT GmbH
- Matthias Miersch (* 1968), deutscher Politiker (SPD)
- Udo Mlecek (1937–2012), letzter Leiter des Fernmeldetechnischen Zentralamtes sowie Vizepräsident der Nachfolgeorganisation
- Christian Otto Mohr (1835–1918), deutscher Ingenieur und Baustatiker
- Max Müller (1904–1987), Unternehmer und Ingenieur.
- Wilhelm zur Nieden (1878–1945), Elektrotechniker, Generaldirektor Stadtwerke Leipzig, Verschwörer des 20. Juli 1944
- Carl Adam Petri (1926–2010), deutscher Mathematiker und Informatiker
- Wilhelm Pook (1905–1993), deutscher Architekt und Städteplaner
- Dennis Rohde (* 1986), deutscher Politiker (SPD)
- Dietmar Arno Salamon (* 1953), deutscher Mathematiker
- Arthur Scherbius (1878–1929), deutscher Elektrotechniker
- Georg Schmidt (1871–1955), deutscher Elektrotechniker
- Georg Schnurer (* 1960), deutscher Journalist
- Oskar Schreiber (1829–1905), preußischer Generalleutnant und Geodät
- Mirko Slomka (* 1967), deutscher Fußballtrainer
- Thomas Smollich (* 1963), Richter, Präsident des Niedersächsischen Staatsgerichtshof
- Heinz Stoffregen (1879–1929), deutscher Architekt
- Anca Timofticiuc (* 1982), rumänische Architektin und Hochschullehrerin
- Heinz-Gerhard Wente (* 1951), deutscher Wirtschaftswissenschaftler, Vorstandsmitglied bei der Continental AG
- Julia Westlake (* 1971), deutsche Journalistin, Fernsehmoderatorin und Politologin
- Andreas Wiebe (* 1959), deutscher Rechtswissenschaftler und Hochschullehrer

## Ehrenbürger
- ab 1982: Günther Vettermann, Diplom-Volkswirt und Mitglied der Hauptgeschäftsführung von VDMA (Bereich Technik und Forschung)[29]

## Ehrendoktoren
- ab 1952: Heinrich Tramm (Sohn von Heinrich Tramm), Chemiker, unter anderem bei der Ruhrchemie AG in Oberhausen-Holten und dort zwölf Jahre Vorstandsvorsitzender.[30]